# Looney Tunes
Looney Tunes is een reeks Amerikaanse tekenfilms van de Warner Bros. Animation, alsmede een verzamelnaam voor de personages uit deze films.
De korte filmpjes van deze figuren waren van 1930 tot 1969 geregeld te zien in bioscopen. Verder bestaan er stripverhalen, animatieseries en enkele films over de personages. De naam Looney Tunes was bedoeld als variatie op Silly Symphonies van Disney.

## Geschiedenis
In de beginjaren, tussen 1934 en 1943 produceerde Warner Bros gelijktijdig twee series: Looney Tunes en Merrie Melodies. Looney Tunes was een reeks van zwart-wit-tekenfilms met een steeds terugkerende cast, terwijl de tweede reeks Merrie Melodies een serie kleurentekenfilms was met gasttekenfilmfiguren. Leon Schlesinger was producent van veel van de filmpjes. In 1935 maakte het eerste vaste Looney Tunes-personage zijn debuut: Porky Pig. Bugs Bunny, de bekendste van de Looney Tunes-personages, maakte in 1940 zijn debuut, hoewel hij aanvankelijk tot de Merrie Melodies-figuren werd gerekend.
Na 1943 was er qua inhoud gaandeweg geen verschil meer tussen Looney Tunes en Merrie Melodies. Het enige verschil zat hem in de beginleader van beide reeksen. In de volksmond wordt er het meest gesproken over Looney Tunes als men het heeft over de verzameling van tekenfilmfiguren uit de koker van producer Leon Schlesinger en de Warner Bros. Studios, de benaming Merrie Melodies wordt in deze context zelden gebruikt. Soms wordt ook weleens foutief de benaming Looney Toons gebruikt.
De originele bioscoopfilmpjes van de Looney Tunes werden geproduceerd tot 1969. Tijdens de jaren 60 was de productie grotendeels in handen van DePatie-Freleng Enterprises.
In de jaren 50 begonnen Amerikaanse televisiezenders de Looney Tunes-filmpjes op televisie uit te zenden. Tegen de jaren 70 werden deze filmpjes echter steeds meer uitgezonden als kinderprogramma, hoewel ze daar aanvankelijk niet voor bedoeld waren. Daarom werden de filmpjes in veel gevallen aangepast om scènes met geweld of gevaarlijke situaties waarvan men bang was dat kinderen ze na zouden proberen te doen te verwijderen. In 1987 werd begonnen met een nieuwe reeks bioscoopfilmpjes om de Looney Tunes bekend te laten worden bij een nieuw publiek. Tevens werden van de jaren 70 tot de jaren 90 enkele televisiespecials gemaakt rondom de personages. De meeste hiervan hadden Bugs Bunny en Daffy Duck in de hoofdrol. In 1988 hadden de Looney Tunes gastrollen in de bioscoopfilm Who Framed Roger Rabbit. In 1996 volgde de bioscoopfilm Space Jam, waar onder andere basketballer Michael Jordan aan meewerkte. De film was een commercieel succes en bracht in de Verenigde Staten bijna $100.000.000 op. Het succes breidde zich verder uit naar televisie met series als The Sylvester and Tweety Mysteries en Duck Dodgers.
De Looney Tunes raakten rond 2000 uit de media, vooral in Europa verminderde de aandacht voor de tekenfilms. Warner Bros had dan ook al tijd lang geen tekenfilms meer gemaakt. In 2003 kwam Warner Bros daarom met een 'comeback' van de Looney Tunes, namelijk de film Looney Tunes: Back in Action. Het Back in Action slaat letterlijk op hun comeback. In 2011 volgde een nieuwe serie: The Looney Tunes Show.

## Figuren
Indien men over de Looney Tunes praat, heeft men het meestal over onderstaande figuren (op alfabetische volgorde van naam of voornaam):
- Bugs Bunny (stem: Mel Blanc)
- Daffy Duck (stem: Mel Blanc)
- Elmer Fudd (stem: Arthur Q. Bryan)
- Granny (oma Sylvester & Tweety) (stem: Bea Benaderet, June Foray)
- Foghorn Leghorn (stem: Mel Blanc)
- Marvin the Martian (stem: Mel Blanc)
- Pepé Le Pew (stem: Mel Blanc)
- Porky Pig (stem: Mel Blanc)
- Road Runner (stem: Paul Julian)
- Shamu (stem: Mel Blanc)
- Speedy Gonzales (stem: Mel Blanc)
- Sylvester (stem: Mel Blanc)
- Tasmanian Devil (Taz) (stem: Mel Blanc (klassieke tekenfilms), Dee Bradley Baker (Space Jam), Jim Cummings (Tiny Toons, Taz-Mania en Duck Dodgers, Brendan Fraser (Looney Tunes: Back in Action))
- Tweety (stem: Mel Blanc)
- Wile E. Coyote (stem: Mel Blanc, in diverse tekenfilms met Bugs Bunny)
- Yosemite Sam (stem: Mel Blanc)

Het totale aantal figuren dat tot de Looney Tunes behoort is echter veel groter. De meeste van deze figuren waren maar korte tijd populair, en hebben nadien alleen nog maar cameo's gehad in andere Looney Tunes-media. Voor een volledig overzicht, zie de lijst van personages uit Looney Tunes.

## Leaders Looney Tunes
De tune was zowel bij de begin als de eindleader altijd The Merry-Go-Round Broke Down van Cliff Friend en Dave Franklin, maar de leaders waren niet altijd hetzelfde.

### Iris
De leaders met de iris waren verreweg het bekendst. In het midden van het scherm verschijnt het Warner Bros logo uit het midden van het scherm, dan verschijnt bovenin beeld de tekst LOONEY TUNES en soms, waar het Warnes Bros logo stond, verschijnt de kop van het tekenfilmfiguur en onderaan de producent.
In de eindleader verschijnt de wereldberoemde tekst That's all Folks (dat was het weer luitjes) op de iris.

### Roze WB en lijnen
In de jaren 60 werden de tekenfilms geproduceerd door DePatie-Freleng Enterprises. De leaders waren ook anders. De beginleader had een horizontale, verticale en twee diagonale lijnen (waarvan de horizontale geel was en de rest roze) die uit het midden van het scherm kwamen. Om beurten verdwijnen de drie roze lijnen en bij het verdwijnen van de eerste twee lijnen verschijnen twee driehoeken die samen de W vormen en bij het verdwijnen van de derde lijn verschijnt de B. De gele lijn vormt de tekst PRESENTS over het zojuist ontstane WB logo. Daarna onthullen een gele en een roze lijn samen de tekst LOONEY TUNES, A WARNER BROS. CARTOON, TECHNICOLOR. Op dit scherm was ook het Warner Bros logo te zien. Overigens was de tune ook iets anders. Hierna 'klapten' de twee lijnen het geheel weer in en verdwenen ze weer als vier lijnen (3 roze, 1 gele) in het midden van het beeld.
In de eindleader verschenen de twee driehoeken die de W vormen samen met de B, daaroverheen verschijnt de tekst A WARNER BROS CARTOON, waarbij de twee (hier vetgedrukte) letters O driemaal springen. In de eindleader waren deze oranje weergegeven.

### Seven Arts Logo
In 1967 werden de logo's veranderd en werden alle normale WB elementen vervangen door het Warner Bros.-Seven Arts logo. Ook werd de leadermuziek weer iets aangepast, maar deze was nog wel herkenbaar. De achtergrond veranderde van zwart naar blauw, maar de leader was nog te vergelijken met zijn voorganger. Ook hier ging de leader met 4 lijnen, maar de verticale en diagonale lijnen waren nu geel en de horizontale oranje. De gele lijnen verdwijnen tegelijk en dan verschijnt het Warner Bros.-Seven Arts logo en de oranje lijn vormt de tekst PRESENTS. Daarna onthullen een gele en een oranje lijn samen de tekst LOONEY TUNES, A WARNER BROS.- SEVEN ARTS CARTOON, TECHNICOLOR. Hierna 'klapten' de twee lijnen het geheel weer in en verdwenen ze weer als vier lijnen (3 roze, 1 gele) in het midden van het beeld.
In de eindleader verscheen het Warner Bros.-Seven Arts logo, daaroverheen verschijnt de tekst A WARNER BROS.-SEVEN ARTS CARTOON, waarbij de twee (hier vetgedrukte) letters O driemaal springen. In de eindleader waren deze oranje weergegeven.

### Andere (eind)leaders
- Tussen 1937 en 1946 eindigde iedere tekenfilm met Porky Pig die uit een trommel komt en al stotterende "That's all Folks" zegt.

## Prijzen en erkenning
Vier Looney Tunes-filmpjes zijn opgenomen in het National Film Registry:
- What's Opera, Doc? (1957) opname in 1992
- Duck Amuck (1953) opname in 1999
- Porky in Wackyland (1938) opname in 2000
- One Froggy Evening (1955) opname in 2003

De volgende filmpjes wonnen Academy Awards voor beste korte film (animatie):
- Tweetie Pie (1947)
- For Scent-imental Reasons (1949)
- Speedy Gonzales (1955)
- Birds Anonymous (1957)
- Knighty Knight Bugs (1958)